# Académie d'art et d'industrie Stieglitz
L'académie nationale d'art et d'industrie Stieglitz, à l'origine académie centrale du dessin technique, est une école supérieure de Saint-Pétersbourg fondée en 1876. Elle s'appelait de 1953 à 1994 école supérieure d'art et d'industrie Moukhina de Léningrad.

## Historique
L'école est fondée par un oukaze d'Alexandre II de 1876, grâce aux moyens financiers de son fondateur, le baron von Stieglitz (1814-1884), banquier et industriel. Il laisse à sa mort un capital de sept millions de roubles pour assurer le fonctionnement de l'école qui prépare des dessinateurs industriels et techniques et de futurs professeurs de dessin des écoles secondaires techniques. Elle prend l'épithète de centrale après la fondation dans les années 1890 de filiales à Narva, Saratov et Iaroslavl. Son premier directeur, de 1879 à 1896, est l'architecte M.E. Messmacher.
L'école reçoit sa dénomination actuelle en 2006. Elle enseigne aujourd'hui à environ 1 500 étudiants répartis en trois facultés, art monumental, design et arts décoratifs. Son corps professoral compte quelque deux cent-vingt enseignants.

## Professeurs fameux
- Alexandre von Hohen
- Vladimir Ingal
- Sergueï Ossipov
- Alexandre Schmidt
- Piotr Boutchkine

## Élèves célèbres
- Piotr Pavlenski, artiste de performances
- Burkards Dzenis (1879 -1966), sculpteur letton, commandeur de l'ordre des Trois Étoiles
- Aleksei Radakov, (1879-1942), caricaturiste et affichiste